# Musikschule der Stadt Innsbruck
Die Musikschule der Stadt Innsbruck ging aus dem 1818 gegründeten Innsbrucker Musikverein hervor und existiert eigenständig seit 1987 parallel zum Tiroler Landeskonservatorium. Die öffentliche Musikschule ist zur Gänze der Stadt Innsbruck unterstellt.

## Geschichte
Der Innsbrucker Musikverein umfasste von Anfang an auch eine Musikschule. Zunächst auf unterschiedliche und wechselnde Räumlichkeiten verteilt, fand der Unterricht ab 1912 im neu errichteten Musikvereinsgebäude statt. 1934 wurde die Musikschule offiziell zum Konservatorium, erst 1938 wurde dieses bei gleichzeitiger Übernahme durch die Stadt Innsbruck um eine Musikschule erweitert, die unter nationalsozialistischer Herrschaft als Musikschule der Gauhauptstadt Innsbruck firmierte. Diese wurde während des Zweiten Weltkriegs im September 1944 geschlossen.
Nach dem Krieg verblieb die Verwaltung bei der Stadt Innsbruck, 1957 wurde die Städtische Musikschule unter Musikdirektor Kurt Rapf nach einer Neustrukturierung und diversen Investitionen wieder in den Status eines Konservatorium erhoben. 1961 erhielt dieses die Erlaubnis, auch ein Seminar für Musikerziehung einzurichten, also einen Zug für Musikpädagogik. Ab 1965 kam dazu noch die Ausbildung von Musiklehrern für Mittelschulen, in Kooperation mit der Universität Innsbruck. Damit verknüpft waren Anstrengungen, die Institution auf lange Sicht in eine vollständige Musikakademie umzuwandeln. Gleichzeitig hatte das Konservatorium aber mit dem raschen Anstieg der Schülerzahlen zu kämpfen, der zu Platz- und Finanzierungsproblemen führte. Unter Karl Randolf (ab 1966) zeigte sich eine erstmalige Aufteilung der Aufgaben des Musikdirektors, die bis dahin neben der Leitung des Konservatoriums auch die des Symphonieorchesters umfasst hatte: Randolf delegierte die Leitung des Konservatoriums großteils an seinen Stellvertreter Walter Kurz, während er selbst sich auf seine Funktion als Chefdirigent konzentrierte. 1972 wurden die Aufgaben offiziell getrennt und erster Direktor des Konservatoriums wurde Bruno Wind, während Edgar Seipenbusch das Orchester übernahm. Unter Wind erfolgte eine Aufwertung der Außenstellen des Konservatoriums, die in verschiedenen Schulen der Stadtteile Innsbrucks angesiedelt waren, wodurch einige Platzprobleme gelöst werden konnten. In den 1980er-Jahren wurden außerdem zusätzlich zum ehemaligen Musikvereinsgebäude Räumlichkeiten des ehemaligen Ursulinenklosters angemietet.
1981 wurde die Einrichtung einer Zweigstelle für Musikerziehung des Salzburger Mozarteums in Innsbruck beschlossen, womit die Abteilung für Schulmusik des Konservatoriums wieder geschlossen werden musste. In der Folge zeichnete sich die baldige Aufteilung von Konservatorium und Musikschule ab, auch vor dem Hintergrund, dass an den Studien- und Lehrgängen des Konservatoriums eine große Zahl Studenten von außerhalb Innsbrucks eingeschrieben war, wodurch eine Schieflage bei der Verteilung der Zuschusskosten zwischen der Stadt Innsbruck und dem Land Tirol entstanden war. 1987 kam es schließlich zur Trennung von Konservatorium (1990 vom Land Tirol übernommen) und Musikschule, die nun eigenständig von Walter Kefer geleitet wurde und vollständig in die neuen Räumlichkeiten des ehemaligen Ursulinenklosters übersiedelte. Kefer wurde als Musikschuldirektor 1995 übergangsweise von Walter Schneiderbauer und 1997 endgültig von Wolfram Rosenberger abgelöst.

## Gebäude

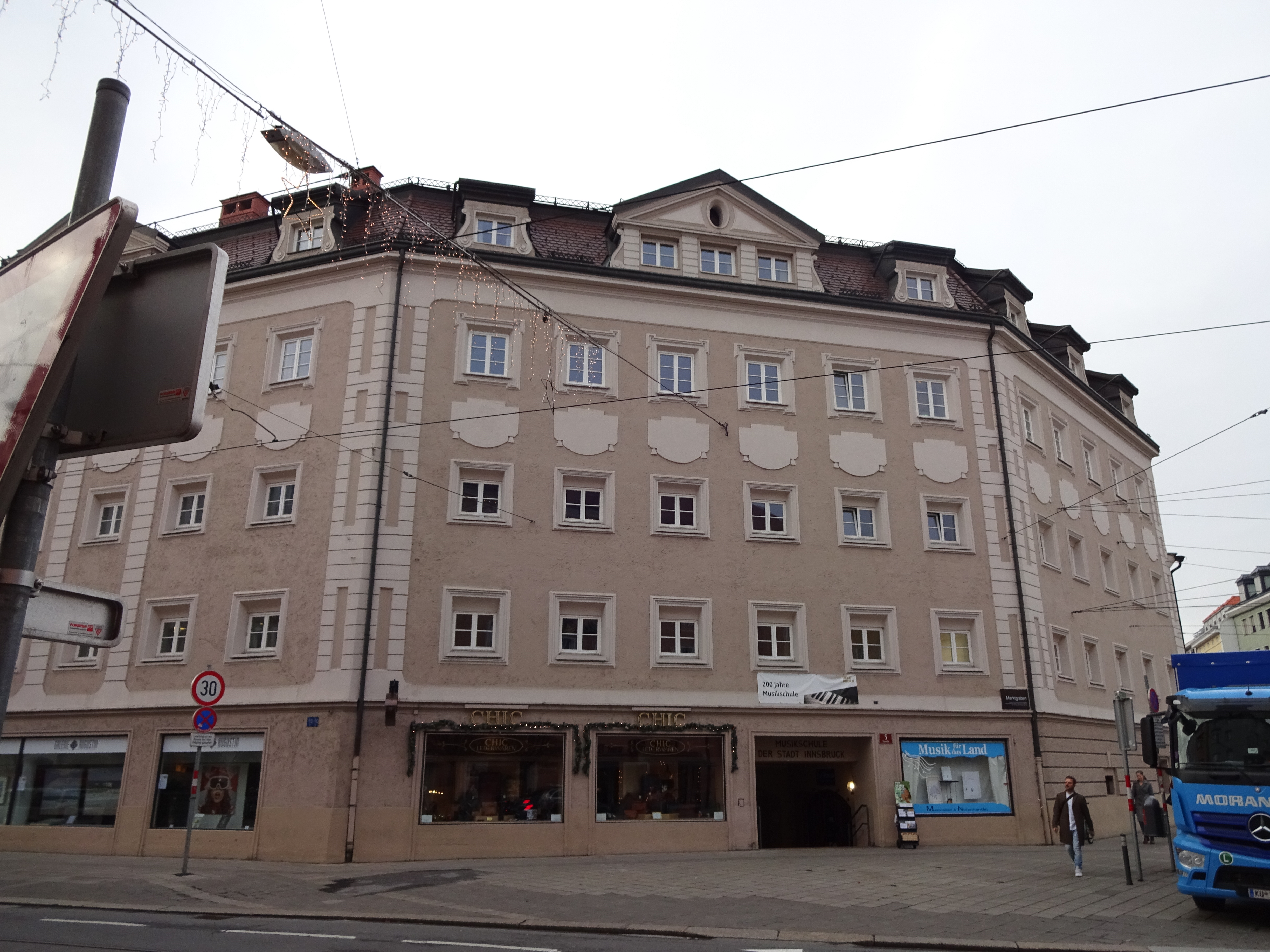
Musikschule im ehemaligen Ursulinenkloster

Die Musikschule ist heute im Gebäudekomplex des ehemaligen Ursulinenklosters untergebracht, im Stadtzentrum, westlich der Innsbrucker Altstadt. Mitte des 16. Jahrhunderts war dort der Ansitz Hechtenburg errichtet worden, den der Ursulinenorden im August 1699 aufkaufte. Unter der Leitung von Johann Martin Gumpp d. Ä. wurde in den Folgejahren an der Stelle des Schlösschens der Klosterkomplex gebaut, mit einem Schul- und Konvikttrakt und einer Klosterkirche. 1705 wurden die Bauarbeiten beendet und der Orden konnte das Kloster beziehen. Im Lauf der Jahre kam es zu mehreren Beschädigungen der Gebäude, so 1830 durch einen Blitzschlag und im Zweiten Weltkrieg durch einen Bombentreffer.
1978 wurde der Klosterkomplex an die Tiroler Genossenschaftskasse (heute Raiffeisen Landesbank Tirol) verkauft, während das Mädchengymnasium der Ursulinen an einen neuen Standort übersiedelte. Das Schulgebäude westlich der Kirche wurde Anfang der 1980er-Jahre abgerissen und durch einen Wohnblock ersetzt. Am 4. August 1980 beschloss der Innsbrucker Stadtsenat aufgrund dringender Platzprobleme im Konservatoriumsgebäude in der Museumsstraße, einen großen Teil des ehemaligen Ursulinenklosters mit der Musikschule zu belegen. Die neuen Räumlichkeiten konnten im Oktober 1981 nach umfangreichen Umbaumaßnahmen bezogen werden. In der ehemaligen Kirche wurde ein Veranstaltungszentrum eingerichtet, das 1985 eröffnet wurde.
Mit der Trennung von Konservatorium und Musikschule 1987 verblieb ersteres im alten Musikvereinsgebäude, die Musikschule hingegen übersiedelte vollständig in die neuen Räumlichkeiten. Unter Bürgermeisterin Hilde Zach kaufte die Stadt 2006 das Musikschulgebäude, nachdem sie es bis dahin von der Raiffeisenbank gemietet hatte. In den Jahren 2015 und 2016 wurden auch die Ursulinensäle in der ehemaligen Kirche der Musikschule zur Nutzung überlassen.

## Angebot
Die Musikschule umfasst derzeit (Stand 2017) 14 Fachgruppen: I. Tasteninstrumente, II. Streichinstrumente, III. Zupfinstrumente, IV. Holzblasinstrumente, V. Blockflöte, VI. Blechblasinstrumente und Schlagwerk, VII. Sologesang und Stimmbildung, VIII. Singschule, IX. Musikalische Früherziehung und Musikwerkstatt, X. Volksmusik, XI. Studienvorbereitung, Theorie und Komposition, XII. Projekt Musikklasse, XIII. Alte Musik, XIV. Jazz und Popularmusik. Die Möglichkeiten zum Ensemble- und Orchesterspiel umfassen Jugendchor, Jugendblasorchester, Klarinettenorchester, Big Band, Blues Band, Saxophonorchester sowie mehrere Streichorchester, darunter die Jugendphilharmonie und das Jugendorchester Crescendo.
Unter den Außenstellen der Musikschule bieten 26 Kindergärten musikalische Früherziehung an, 15 Volksschulen Instrumentalunterricht sowie zwei Volksschulen beides.

## Öffentlichkeitsarbeit
Die Musikschule tritt öffentlich besonders über regelmäßige Konzerte in Erscheinung, etwa bei Weihnachts- oder Semester-/Jahresabschlusskonzerten. Besondere Anlässe sind die Sommerfeste im Hofgarten oder die Moonlight-Konzerte im Innenhof der Musikschule. Die Jugendphilharmonie tritt jährlich gemeinsam mit dem Tiroler Symphonieorchester auf. Im Lauf der Jahre entstand auch eine Reihe von CD-Produktionen der Musikschule.
Seit 1996 existiert der Elternverein der Musikschule der Stadt Innsbruck, der u. a. finanzielle Unterstützung bei Konzertreisen bietet und die Schüler in enger Zusammenarbeit mit der Musikschule auch weitergehend unterstützt.

## Belege
1. ↑  Zahlen zur Musikschule der Stadt Innsbruck. (PDF) Stadt Innsbruck, S. 4, abgerufen am 27. Juni 2018.
2. 1 2  Lehrkörper der Musikschule der Stadt Innsbruck. In: 200 Jahre Musikverein, Musikschule, Konservatorium in Innsbruck. 2018, S. 352–359.
3. ↑  200 Jahre Musikverein, Musikschule, Konservatorium in Innsbruck. 2018, S. 228–234.
4. ↑  Robert Wagner. In: 200 Jahre Musikverein, Musikschule, Konservatorium in Innsbruck. 2018, S. 234–240.
5. ↑  Karl Randolf. In: 200 Jahre Musikverein, Musikschule, Konservatorium in Innsbruck. 2018, S. 240–247.
6. ↑  200 Jahre Musikverein, Musikschule, Konservatorium in Innsbruck. 2018, S. 247–252.
7. ↑  200 Jahre Musikverein, Musikschule, Konservatorium in Innsbruck. 2018, S. 252–260.
8. 1 2 3  Von der Hechtenburg zur Heimstätte der Musikschule. In: 200 Jahre Musikverein, Musikschule, Konservatorium in Innsbruck. 2018, S. 261–267.
9. ↑  200 Jahre Musikverein, Musikschule, Konservatorium in Innsbruck. 2018, S. 370–371.
10. ↑  200 Jahre Musikverein, Musikschule, Konservatorium in Innsbruck. 2018, S. 315.
11. ↑  CD-Produktionen der Musikschule Innsbruck. Stadt Innsbruck, abgerufen am 16. Oktober 2018.
12. ↑  200 Jahre Musikverein, Musikschule, Konservatorium in Innsbruck. 2018, S. 16.